# Pelouses et fruticées de la région de Joinville
Pelouses et fruticées de la région de Joinville este o arie protejată (sit de importanță comunitară — SCI) din Franța întinsă pe o suprafață de 382 ha, integral pe uscat.

## Localizare
Centrul sitului Pelouses et fruticées de la région de Joinville este situat la coordonatele 48°23′01″N 5°08′37″E / 48.38361°N 5.14361°E.

## Înființare
Situl Pelouses et fruticées de la région de Joinville a fost declarat arie specială de conservare în baza directivei 92/43 din 1992 referitoare la conservarea habitatelor naturale și a faunei și florei sălbatice pentru a proteja 6 specii de animale.

## Biodiversitate
Situată în ecoregiunea continentală, aria protejată conține 7 habitate naturale: Grohotișuri medio-europene calcaroase, de la nivel colinar și montan, Pajiști uscate seminaturale și facies de acoperire cu tufișuri pe substraturi calcaroase (Festuco-Brometalia) (* situri importante pentru orhidee), Păduri de fag Asperulo-Fagetum, Păduri de stejar sau de stejar și carpen sub-atlantice și medio-europene de Carpinion betuli, Fânețe de joasă altitudine (Alopecurus pratensis, Sanguisorba officinalis), Formațiuni stabile xerotermofile de Buxus sempervirens pe pante stâncoase (Berberidion p.p.), Formațiuni de Juniperus communis pe lande sau pajiști calcaroase.
La baza desemnării sitului se află mai multe specii protejate:
- mamifere (4): liliac cârn (Barbastella barbastellus), liliac cărămiziu (Myotis emarginatus), liliac comun (Myotis myotis), liliacul mic cu potcoavă (Rhinolophus hipposideros)
- nevertebrate (2): fluturele auriu (Euphydryas aurinia), fluturele purpuriu (Lycaena dispar)

Pe lângă speciile protejate, pe teritoriul sitului au mai fost identificate 7 specii de plante, 5 specii de păsări, 4 specii de mamifere, 7 specii de nevertebrate, 3 specii de reptile.